# Józefina (powiat turecki)
Józefina – wieś w Polsce, położona w województwie wielkopolskim, w powiecie tureckim, w gminie Przykona.
W latach 1975–1998 miejscowość należała administracyjnie do województwa konińskiego.